# MoEDAL實驗
MoEDAL（Monopole and Exotics Detector at the LHC），即大型強子對撞機單極子和奇異粒子探測器，是位於大型強子對撞機（LHC）的粒子物理學實驗。

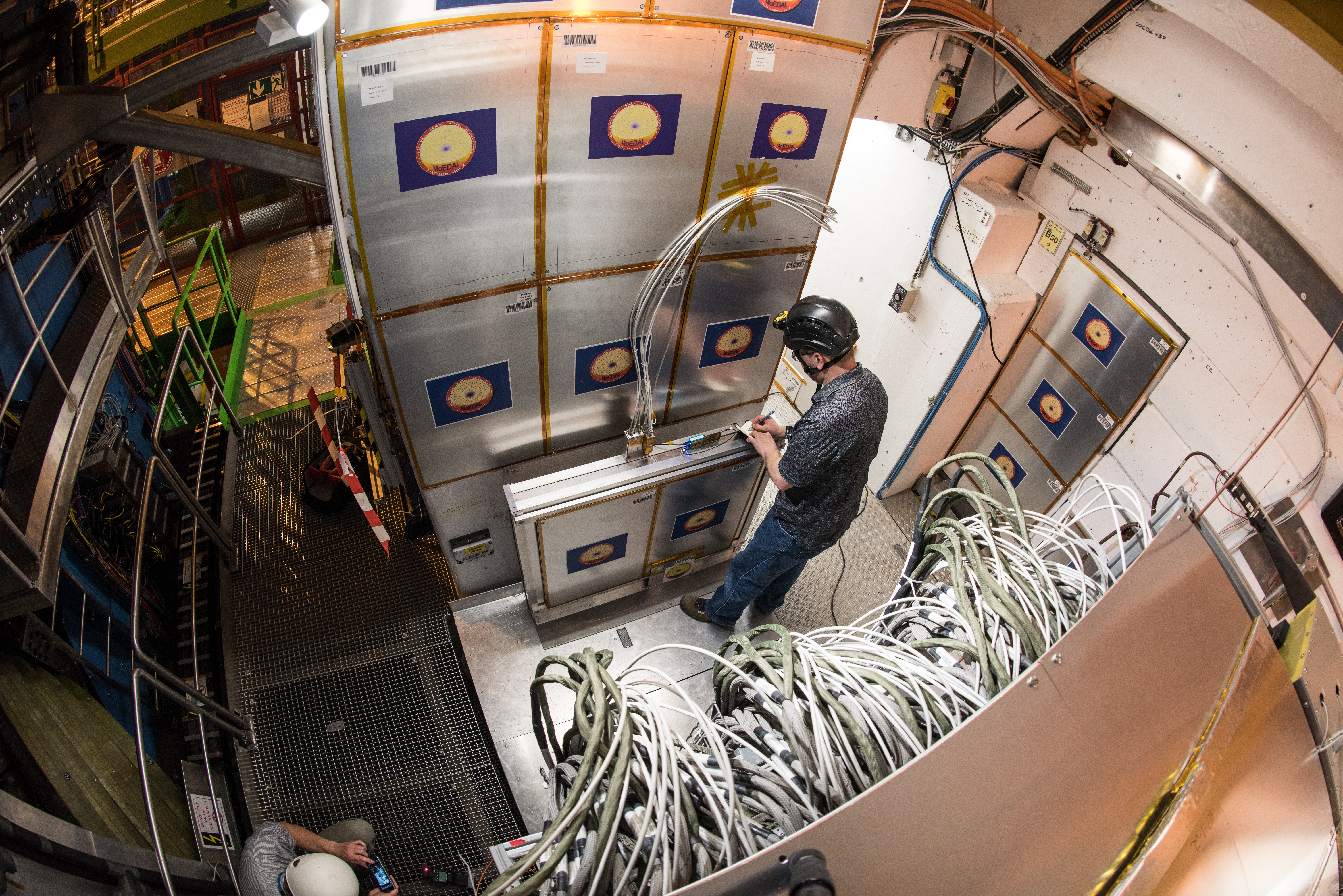
位於LHC 8號交互點的MoEDAL實驗

## 實驗概況
MoEDAL與LHCb共用8號交互點（Interaction Point 8，簡稱、或）的實驗洞穴，位於法國安省的費內-伏爾泰，緊鄰瑞士日內瓦州梅蘭邊境。其主要目標是直接搜尋磁單極子或雙荷子，以及其他高度電離的穩定大質量粒子和贗穩定大質量粒子。

## 探測方法
MoEDAL主要採用兩種探測方法：核徑跡探測器和鋁製的磁單極捕獲裝置。
1. 核徑跡探測器：在交互點周圍佈置了約10平方公尺的核徑跡探測器。這些探測器會因高度電離粒子（如磁單極子或高度帶電粒子）的通過而產生特徵性損傷。
2. 鋁製捕獲裝置：在交互點周圍放置了約800公斤的鋁條，用於捕獲穩定大質量粒子以供後續研究。這些鋁條藉由超導量子干涉儀（SQUID）磁力計進行檢測，以靈敏地探測磁單極子的存在。

## 研究進展
作為LHC的第七個實驗，MoEDAL於2010年5月獲得歐洲核子研究中心（CERN）研究委員會的批准，並於2011年1月開始首次試驗部署。
2012年，MoEDAL的精度超越了同類實驗。2015年，實驗安裝了新的探測器，但截至2017年，該實驗仍未發現任何磁單極子，只給出了磁單極子新的產生截面上限值與其各自對應之質量下限值。
2021年，MoEDAL團隊進行了史上首次使用粒子加速器進行雙荷子的搜尋分析。雖然他們尚未找到任何雙荷子存在的跡象，但他們基於以Drell-Yan過程成對產生雙荷子-反雙荷子對的假設，給出其在不同電荷、磁荷和自旋的情景各自對應之產生截面上限值和質量下限值（各自落在870–3120 GeV的區間，95%信心水準）。
2022年，研究團隊試著搜尋以施溫格效應產生的磁單極子。雖然他們仍舊未能觀測到磁單極子存在的跡象，但也為其質量給出了直接的下限值。

## 參與機構
MoEDAL是個國際研究合作團隊，其發言人為艾伯塔大學的詹姆斯·平弗德教授。該團隊的成員來自多個國家的眾多研究機構。參與機構包括：
- 加拿大：艾伯塔大學、不列顛哥倫比亞大學、
- 美國：阿拉巴馬大學、塔夫茨大學、維吉尼亞大學
- 英國：帝國理工學院、倫敦國王學院、倫敦瑪麗女王大學、軌跡分析系統有限公司（Track Analysis Systems Ltd）
- 義大利：博洛尼亞大學、義大利國家核物理研究所、國際理論物理中心
- 瑞士：歐洲核子研究中心
- 捷克：布拉格捷克理工大學
- 芬蘭：赫爾辛基大學
- 韓國：西江大學
- 阿爾及利亞：阿爾及爾天文台
- 羅馬尼亞：羅馬尼亞太空科學研究所
- 西班牙：西班牙粒子物理研究所（英语：Instituto de Física Corpuscular）

## 外部連結
- MoEDAL官方網站 （页面存档备份，存于）
- INSPIRE-HEP上的MoEDAL實驗論文 （页面存档备份，存于）

46°14′09″N 6°03′18″E / 46.235753°N 6.055092°E